# 도코로군

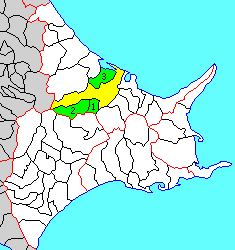
도코로 군의 위치

도코로군(일본어: 常呂郡)은 일본 홋카이도 오호츠크 종합진흥국(구 아바시리 지청)의 군이다.
인구 11,550명, 면적 1,123.16km², 인구밀도 10.3명/km².(2025년 2월 28일, 주민기본대장인구)
이하 3정으로 구성된다.
- 군넷푸정(訓子府町)
- 오케토정(置戸町)
- 사로마정(佐呂間町)

## 역사
에도 시대에 도코로 군역은 서 에조치에 속해, 마쓰마에번에 의해 열린 소야 장소에 포함되었지만 이후 분립한 몬베트 장소에 속했다. 에도시대 후기가 되면서 남하정책을 강력하게 진행하는 러시아의 위협에 대비해 도코로 군역은 천령이 되었다. 1869년 도코로 군이 두어져 홋카이도 기타미국에 포함되었다.
- 2006년 3월 5일 - 단노 정·루베시베 정·도코로 정이 기타미 시와 합병해, 기타미시가 성립, 군에서 이탈하였다.